# Грлица (Источна Илиџа)
Грлица је источносарајевска градска четврт у општини Источна Илиџа, град Источно Сарајево, Република Српска, БиХ.

## Становништво
| Демографија- | Демографија- | Демографија- |
| Година       | Становника   | Становника   |
| ------------ | ------------ | ------------ |
| 1961.        | 157          |              |
| 1971.        | 564          |              |
| 1981.        | 636          |              |
| 1991.        | 0            |              |

## Култура
Грлица припада парохији у Војковићима, Српске православне цркве чије је седиште Храм Светог свештеномученика Петра Дабробосанског у Војковићима.